# Saint-Bonnet-Briance
Saint-Bonnet-Briance ist eine Gemeinde in Frankreich. Sie gehört zur Region Nouvelle-Aquitaine, zum Département Haute-Vienne, zum Arrondissement Limoges und zum Kanton Condat-sur-Vienne. Sie grenzt im Norden an Saint-Paul, im Nordosten an Saint-Denis-des-Murs und Roziers-Saint-Georges, im Osten an Linards, im Südosten an Saint-Méard, im Süden an Glanges und im Westen an Saint-Genest-sur-Roselle. Zur Gemeinde gehören neben der Hauptsiedlung auch die Weiler Aigueperse, Le Bois Badaraud, La Boule d’Or, Château d’Aigueperse, Combret, Fargeas, Fressances, La Gorce, Lachèse, Leycurase, Luchat, Neuvillard, Les Petites Maisons, Pierre Fiche, Plaudeix, Reirol, Sagnas, Siardeix und Sivergnat. 

## Bevölkerungsentwicklung
| Jahr      | 1962 | 1968 | 1975 | 1982 | 1990 | 1999 | 2008 | 2013 |
| --------- | ---- | ---- | ---- | ---- | ---- | ---- | ---- | ---- |
| Einwohner | 902  | 759  | 635  | 536  | 498  | 486  | 527  | 590  |

## Sehenswürdigkeiten
- Schlösser Neuvillard, Pradelles, Sivergnat und Pomélie